# Chavannes-sur-l'Étang
Chavannes-sur-l'Étang (en alemany Schaffnatt am Weiher) és un municipi francès, situat a la regió del Gran Est, al departament de l'Alt Rin. L'any 2006 tenia 518 habitants.

## Demografia
| 1962 | 1968 | 1975 | 1982 | 1990 | 1999 |
| ---- | ---- | ---- | ---- | ---- | ---- |
| 334  | 340  | 314  | 342  | 374  | 436  |

## Administració
| Període | Identitat      | Partit |
| ------- | -------------- | ------ |
| 2001-   | André Thevenot |        |